# 比卡升降机

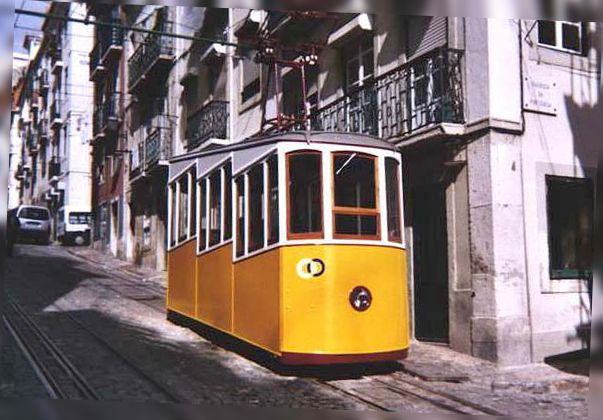
比卡升降机

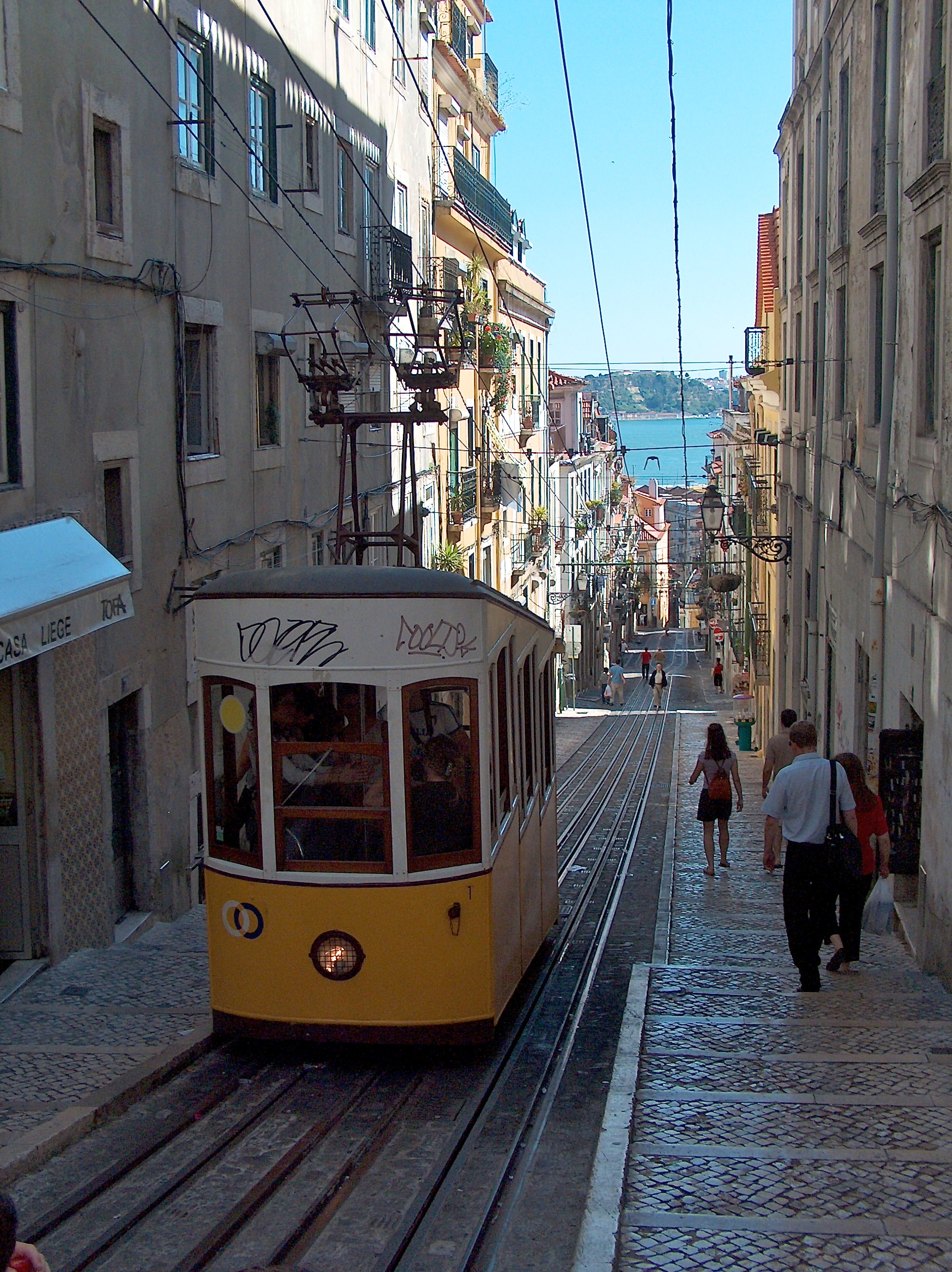
Panorâmica da linha.

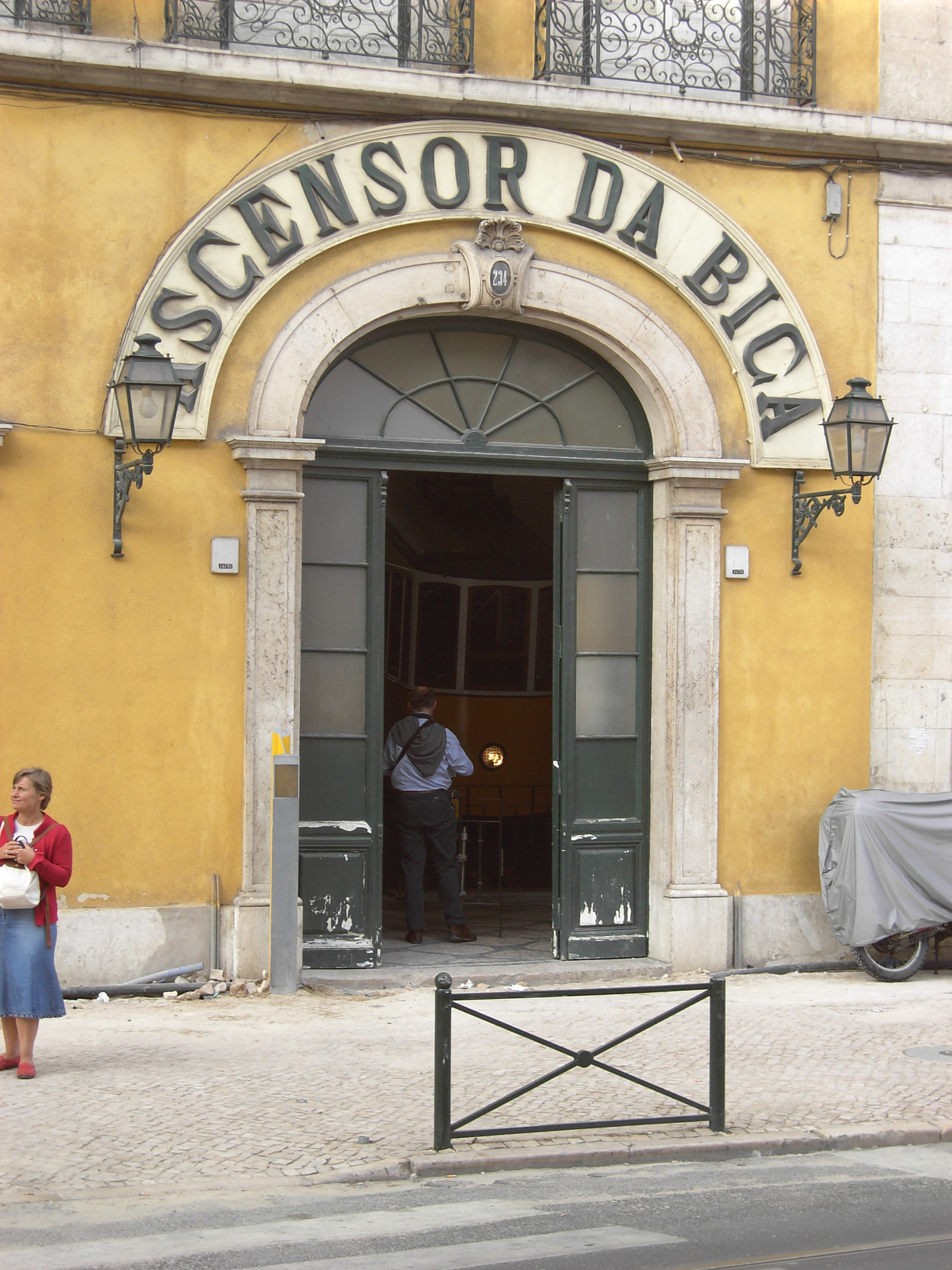
圣保罗街站外部

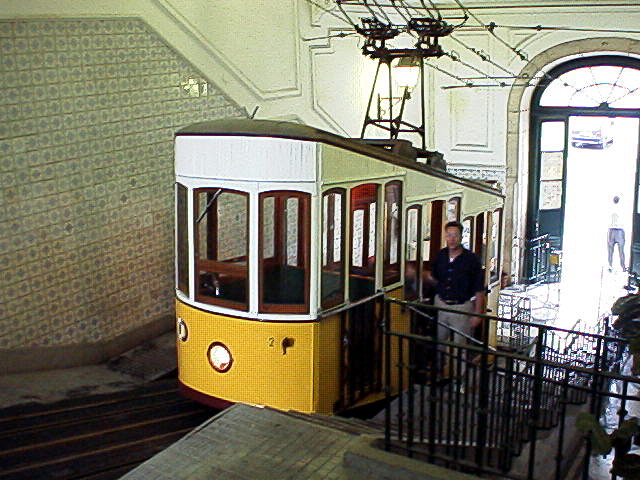
圣保罗街站内部

比卡升降机（葡萄牙語：Elevador da Bica）是葡萄牙首都里斯本的一条往复式地面缆车，连接圣保罗街（Rua S. Paulo）和 康普洛街（Calçada do Combro/Rua do Loreto）。
比卡升降机从圣保罗街（Rua S. Paulo），沿 Rua da Bica de Duarte Belo街爬升245米。下站几乎隐藏在圣保罗街的一个立面的后面，上有铭文“Ascensor da Bica”。1892年6月28日，比卡升降机对公众开放。。由于其巨大的历史和文化意义，2002年，比卡升降机被列为葡萄牙国家古迹。